# 황금대나무여우원숭이
황금대나무여우원숭이(Hapalemur aureus)는 중간 크기의 대나무여우원숭이로 마다가스카르섬 남동부가 원산지다. 황금여우원숭이로도 알려져 있다. 서식지 감소때문에 멸종 위기에 처한 종으로 등록되어 있다. 이들 개체군은 약 1000여 마리만이 남아 있고 감소 추세에 있다. 이름에서 보이는 바와 같이, 이 여우원숭이는 거의 오로지 풀만을 먹으며, 특히 큰대나무 또는 볼로호시(Cathariostachys madagascariensis)를 주로 먹는다. 황금대나무여우원숭이는 사람은 먹으면 치명적인 사이안화물을 매일 섭취하지만, 이 여우원숭이가 어떤 메커니즘으로 해독하는 지는 아직 밝혀지지 않고 있다.
황금대나무여우원숭이는 어두컴컴한 때에 활동하는 동물이다. 몸 길이는 37-39.5 cm정도이며, 꼬리는 37-41 cm이고, 몸무게는 1-1.5 kg이다.
암컷은 해마다, 매년 한 마리의 새끼를 낳다. 임신 기간은 약 138일이다.